# Alexandru Jebeleanu
Alexandru Jebeleanu (n. 7 octombrie 1923, Șipet, Timiș – d. 28 aprilie 1996, București) a fost un poet român.

## Biografie
Alexandru Jebeleanu s-a născut la 7 octombrie 1923, în comuna Șipet, Jud. Timiș șpi a decedat în 28 aprilie 1996. A fost fiul lui Alexandru și al Emiliei (n. Sîrbu). După absolvirea liceului industrial la Timișoara a urmat un semestru cursurile Facultății de Agronomie din Timișoara.A urmat cursurile Facultății de Filologie a Universității din Timișoara, pe care a absolvit-o în 1959.
A debutat în revista “Universul literar”, în 1941, debutul editorial fiind în 1945 cu volumul “Oglinzi sonore”.
În 1949 a fost înființată Filiala Timișoara a Uniunii Scriitorilor din România, din care făceau parte 16 membri ai Uniunii Scriitorilor din România. În funcția de Secretar (președinte) a fost ales poetul Alexandru Jebeleanu, funcție pe care a îndeplinit-o până în 1970.
În 1952 publicația Scrisul bănățean a devenit revistă lunară a Uniunii Scriitorilor din România, avându-l ca redactor-șef pe Alexandru Jebeleanu, funcție pe care a îndeplinit-o până în 1972.
În ianuarie 1964 revista Scrisul bănățean și-a schimbat denumirea, devenind revista Orizont, cu apariție lunară. Din Comitetul de redacție făceau parte: Alexandru Jebeleanu (Redactor-șef), Ion Arieșanu, Nicolae Ciobanu, Anghel Dumbrăveanu (Secretar de redacție) și Andrei A. Lillin.
Din 1972 a devenit redactor, apoi director al Editurii Facla din Timișoara.

## Simbioza artelor
Compozitorul Doru Popovici a compus Madrigale bănățene pe versurile lui Alexandru Jebeleanu.

## Volume

### Antume
- Poezia nouă bănățeană, (volum colectiv ce-i include pe tinerii, pe atunci: Petru Sfetca, Petru Vintilă, Alexandru Jebeleanu, Pavel Bellu), alcătuit, îngrijit și prefațat de Virgil Birou, 1944;
- Oglinzi sonore (volum colectiv), Timișoara, 1945;
- Certitudini, București, 1958;
- Frumuseți simple, București, 1962;
- Nostalgii solare, București, 1965;
- Divagații și simetrii, București, 1969;
- Transparențe, București, 1972;
- Peregrinări terestre: Versuri, 85 p., Editura Facla, Timișoara, 1975;
- Surâsul Meduzei, Timișoara, 1979;
- Forma clară a inimii (sonete), Editura Eminescu, București, 1982;
- Viziunile lui Narcis, București, 1985;
- Linia azură a lucrurilor, prefață de Emil Manu, Timișoara, 1986;
- Arhitecturi de cristal, Timișoara, 1989;
- Magnolii de octombrie, Timișoara, 1994.
- Sonete de dragoste, 130 p., Editura Helicon, Timișoara, 1996; ISBN  973-574-169-5.

### Postume
- Restituiri epistolare. vol.1, 286 p. Editura Eubeea, Timișoara, 2005; ISBN ISBN 973-673-049-2
- Restituiri epistolare. vol.2, 316 p. Editura Eubeea, Timișoara, 2006; ISBN 973-673-048-4
- 12 Sonete de dragoste / 12 Sonnets of love, ediție bilingvă, 60 p., traducători Rodica Opreanu, Bianca Nedelcu și Ana Zlibuț, Editura Eubeea, Timișoara, 2009; ISBN 978-973-673-163-8

## In memoriam
În Timișoara o stradă îi poartă numele.